# Lernaeocera branchialis
Lernaeocera branchialis is een eenoogkreeftjessoort uit de familie Pennellidae. De wetenschappelijke naam van de soort is als Lernaea branchialis gepubliceerd in 1767 door Linnaeus.